# سیارک ۲۲۸۷۲
سیارک ۲۲۸۷۲ (به انگلیسی: 22872 Williamweber، نامگذاری:1999RM194) بیست و دو هزار و هشتصد و هفتاد و دومین سیارک کشف شده‌است که در ۷ سپتامبر ۱۹۹۹ کشف شد.
قدر مطلق سیارک برابر ۱۱.۲ است.